# Бегуновская
Бегуновская — деревня в Вельском районе Архангельской области. Относится к муниципальному образованию «Ракуло-Кокшеньгское».

## География
Деревня расположена в 54 км на восток от Вельска на автодороге Вельск — Октябрьский, на левом берегу реки Кокшеньга (приток Устьи). До административного центра муниципального образования «Ракуло-Кокшеньгское», деревни Козловская, 6 километров по гравийной дороге.
Ближайший населённый пункт: деревня Уласовская, на 1 километр севернее.
Часовой пояс
Бегуновская, как и вся Архангельская область, находится в часовой зоне МСК (московское время). Смещение применяемого времени относительно UTC составляет +3:00.

## Население
| 2002 | 2010 | 2012 | 2014 |
| ---- | ---- | ---- | ---- |
| 17   | ↘11  | ↘10  | ↘8   |

## История
В 19 веке на месте нынешней деревни было две: Бегуновская и Скрябинская, таким образом, в составе Вельского уезда Вологодской губернии в «Списке населённых мест по сведениям 1859 года» указаны: «Бегуновская» — 10 дворов, 31 мужчина и 34 женщины и «Скрябинская» — 7 дворов, 28 мужчин и 30 женщин.

## Достопримечательности

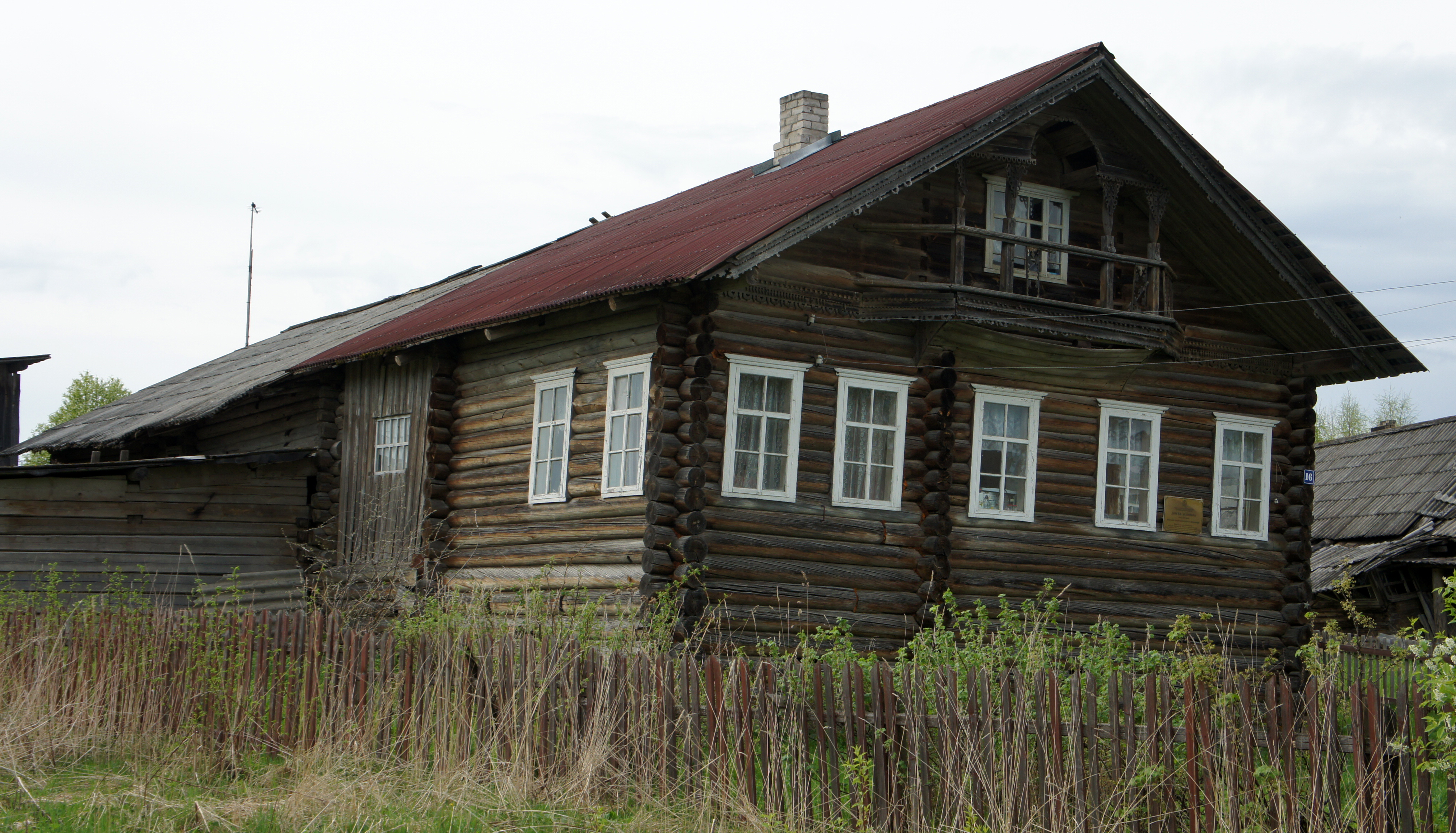
Дом Зеленцова в Бегуновской

Дом Зеленцова П. Е. Объект культурного наследия № 2900000268  — деревянный жилой дом постройки конца 19 века.

### Карты
- Лист карты P-38-97,98 Вельск. Масштаб: 1 : 100 000. Указать дату выпуска/состояния местности.